# Lijst van rijksmonumenten in Baak
De plaats Baak telt 17 inschrijvingen in het rijksmonumentenregister. Hieronder een overzicht.
| Object                                                       | Oorspronkelijke functie?  | Bouwjaar                              | Architect | Locatie              | Coördinaten?                 | Nr.?   | Afbeelding                                                   |
| ------------------------------------------------------------ | ------------------------- | ------------------------------------- | --------- | -------------------- | ---------------------------- | ------ | ------------------------------------------------------------ |
| Groot Bobbink                                                | Boerderij                 | 1808                                  |           | Bobbinkstraat 7      | 52° 4' 45" NB, 6° 13' 42" OL | 34526  | Upload foto                                                  |
| Toren van de Baakse kapel                                    | Kerk en kerkonderdeel     | mogelijk eerste kwart 15e eeuw        |           | Hofstraat bij 4      | 52° 4' 19" NB, 6° 13' 7" OL  | 34527  | Meer afbeeldingen                                            |
| Hof te Baak                                                  | Boerderij                 | 1787                                  |           | Hofstraat 8          | 52° 4' 16" NB, 6° 13' 5" OL  | 34528  | Hof te Baak                                                  |
| Sint-Martinuskerk                                            | Kerk en kerkonderdeel     | 1892 (gewijd)                         | A. Tepe   | Wichmondseweg 17     | 52° 4' 40" NB, 6° 13' 46" OL | 34529  | Meer afbeeldingen                                            |
| R.K. Pastorie                                                | Dienstwoning              | ca. 1862                              |           | Pastoriestraat 3     | 52° 4' 40" NB, 6° 13' 49" OL | 521986 | R.K. Pastorie                                                |
| Koetshuis met tuinmuur                                       | Opslag                    | ca. 1890                              |           | Pastoriestraat bij 3 | 52° 4' 40" NB, 6° 13' 49" OL | 521987 | Upload foto                                                  |
| Boerderij met aangebouwde veeschuur in overgangsarchitectuur | Boerderij                 | 1925                                  |           | De Veersweg 5        | 52° 4' 59" NB, 6° 14' 24" OL | 521999 | Boerderij met aangebouwde veeschuur in overgangsarchitectuur |
| Huis Baak                                                    | Kasteel, buitenplaats     | voor 1294 (bouw) 1738-1739 (herbouwd) |           | Wichmondseweg 19     | 52° 4' 39" NB, 6° 13' 58" OL | 519729 | Meer afbeeldingen                                            |
| Huis Baak: tuinaanleg                                        | Tuin, park en plantsoen   | eerste kwart 19e eeuw                 |           | Wichmondseweg bij 19 | 52° 4' 39" NB, 6° 14' 4" OL  | 519730 | Upload foto                                                  |
| Huis Baak: noordelijk bouwhuis                               | Bijgebouwen kastelen enz. | tweede kwart 18e eeuw                 |           | Wichmondseweg bij 19 | 52° 4' 39" NB, 6° 13' 58" OL | 519733 | Upload foto                                                  |
| Huis Baak: zuidelijk bouwhuis                                | Bijgebouwen kastelen enz. | tweede kwart 18e eeuw                 |           | Wichmondseweg bij 19 | 52° 4' 39" NB, 6° 13' 58" OL | 519737 | Upload foto                                                  |
| Huis Baak: schuur                                            | Bijgebouwen kastelen enz. | 1846                                  |           | Wichmondseweg bij 19 | 52° 4' 39" NB, 6° 14' 4" OL  | 519738 | Upload foto                                                  |
| Huis Baak: ijskelder                                         | Tuin, park en plantsoen   | 18e eeuw                              |           | Wichmondseweg bij 19 | 52° 4' 39" NB, 6° 13' 58" OL | 519739 | Upload foto                                                  |
| Huis Baak: hertenverblijf                                    | Tuin, park en plantsoen   | 19e eeuw                              |           | Wichmondseweg bij 19 | 52° 4' 33" NB, 6° 14' 1" OL  | 529211 | Upload foto                                                  |
| Huis Baak: tuinmanswoning                                    | Bijgebouwen kastelen enz. | 19e eeuw                              |           | Pastoriestraat 1     | 52° 4' 39" NB, 6° 13' 51" OL | 529212 | Meer afbeeldingen                                            |
| Huis Baak: oranjerie                                         | Tuin, park en plantsoen   | 19e eeuw                              |           | Wichmondseweg bij 19 | 52° 4' 39" NB, 6° 13' 51" OL | 529213 | Upload foto                                                  |
| Huis Baak: tuinmuur                                          | Tuin, park en plantsoen   | 19e eeuw                              |           | Wichmondseweg bij 19 | 52° 4' 38" NB, 6° 13' 53" OL | 529214 | Upload foto                                                  |